# Eleanor Rigby
Pour les articles homonymes, voir Rigby.
Singles de The Beatles
Paperback Writer/Rain
(1966) Strawberry Fields Forever/Penny Lane
(1967)
Pistes de Revolver
Taxman
(1) I'm Only Sleeping
(3)
Eleanor Rigby est une chanson des Beatles, essentiellement écrite par Paul McCartney et créditée comme d'usage à Lennon/McCartney. Elle paraît le 5 août 1966 au Royaume-Uni, et trois jours plus tard aux États-Unis, en deux formats : en tant que deuxième titre de l'album Revolver, ainsi qu'en single avec Yellow Submarine, du même album. Les deux titres, en « double face A », atteignent la première place du hit-parade britannique.
Dans l'esprit des autres chansons de Revolver, Eleanor Rigby témoigne d'une nouvelle direction prise par le groupe, qui s'éloigne encore des codes de la musique pop avec une instrumentation exclusivement classique : les Beatles eux-mêmes ne jouent pas du moindre instrument, se contentant d'assurer les chœurs, et le producteur George Martin apporte à la chanson une contribution essentielle, en écrivant la partition pour le double quatuor à cordes qui accompagne la voix de Paul McCartney.

## Historique

### Composition

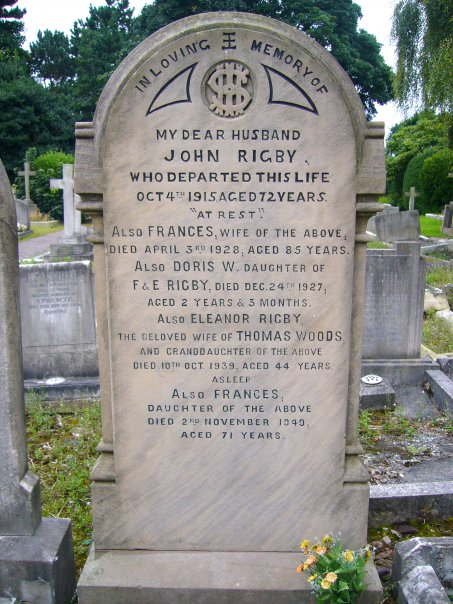
Tombe au nom d'Eleanor Rigby, à Woolton, Liverpool.

Paul McCartney vit chez sa petite amie Jane Asher au moment où l'inspiration de la chanson lui vient. Il est au piano lorsqu'il trouve la mélodie et la première mesure, qu'il obtient « en jouant autour d’un accord de mi mineur, tout en jouant une mélodie qui tourne autour. Elle a presque des accents de musique indo-asiatique. » Dans l'ordre des choses, McCartney décide de suivre des cours particuliers pour apprendre à écrire la musique, mais ça ne fonctionne pas et il abandonne, non sans avoir montré la chanson à son professeur, plutôt indifférent.
Au départ, McCartney n'imagine qu'un seul vers, mais qui donne déjà une partie de sa couleur à la chanson : c'est l'histoire d'une jeune fille, Daisy Hawkins, qui nettoie l'église après les mariages. Il décide ensuite de la vieillir, car il est plus probable que ce genre de personnes soit âgée. McCartney en possède d'ailleurs une certaine expérience : dans son enfance, en tant que boy-scout, il rendait souvent visite aux pensionnaires des maisons de retraite comme bénévole. Il poursuit ensuite sa réflexion et oriente le sens du texte vers l'isolement, en faisant de Daisy Hawkins une vieille fille, seule et triste.
À ce stade de l'écriture, Paul McCartney ne trouve rien d'autre et y réfléchit de temps en temps. Il n'est notamment pas satisfait du nom Daisy Hawkins, qu'il ne trouve pas assez réaliste. Il fait plusieurs essais, car le chanteur Donovan rapporte qu'un jour où il la lui a chantée, ce n'était pas « Daisy Hawkins » mais « Ola Na Tungee ». McCartney finit par se décider pour « Eleanor », prénom qu'il apprécie et qu'il emprunte à Eleanor Bron, actrice qui partageait l'affiche avec les Beatles, dans le film Help!. McCartney complète ensuite le nom avec le patronyme « Rigby », qu'il trouve à Bristol, sur la façade du numéro 22 King Street « Rigby & Evens Ltd, Wine & Spirit Shippers », un négociant en vin : « Je cherchais un nom qui paraisse naturel. Eleanor Rigby semblait naturel. »
Paul McCartney a toujours précisé qu'Eleanor Rigby était un personnage fictif, issu de son imagination ; il affirme ainsi se souvenir être parti du prénom Eleanor et avoir cherché un nom qui sonnerait bien. Toutefois, le musicien n'exclut pas la possibilité d'avoir été inspiré, inconsciemment, par une influence extérieure.
Ainsi, dans les années 1980, une tombe au nom d’Eleanor Rigby est découverte dans le cimetière de l'église Saint-Pierre à Woolton (en), dans la banlieue de Liverpool, à quelques pas du lieu de la première rencontre entre Paul McCartney et John Lennon, en 1957. Cette Eleanor est née en 1895 et s'est installée à Liverpool, probablement dans la banlieue de Woolton, où elle a épousé un homme nommé Thomas Woods. Elle est morte le 10 octobre 1939, de cause inconnue, à l’âge de 44 ans.
De plus, en 2008, lors d'une vente aux enchères pour une œuvre caritative, est proposé un bulletin de salaire daté de 1911 et portant la signature d'une certaine Eleanor Rigby. L'organisatrice de la vente, Annie Mawson, déclare avoir reçu ce document directement de Paul McCartney, ayant sollicité celui-ci pour son association d'aide aux enfants handicapés. Le bulletin s'est finalement vendu à hauteur de 138 000 euros le 28 novembre. Un peu plus tôt, Paul McCartney avait déclaré : « Si quelqu'un veut dépenser de l'argent pour acheter un document qui prouve qu'un personnage de fiction existe (dans la réalité), alors ça me va. »
Pour compléter les paroles de la chanson, les Beatles au complet se retrouvent dans la maison de John Lennon, accompagnés par Pete Shotton, un ami d'enfance. Toutes les personnes réunies dans la pièce y apportent leur contribution.
De plus, bien que dans la chanson se trouve un personnage nommé « Father McKenzie », Paul McCartney l’avait d’abord nommé « Father McCartney ». Lorsqu’il montra sa chanson à John Lennon, McCartney lui dit qu’il voulait changer le nom du personnage et ne pas lui donner son propre nom car il trouvait cela bizarre. Lennon, en revanche, lui dit que le nom convenait très bien mais McCartney ne voulait pas l’écouter. En conséquence, ils prirent l’annuaire et défilèrent pour voir un nom en « Mc… » et trouvèrent « McKenzie » après « McCartney ».

### Orchestration de George Martin

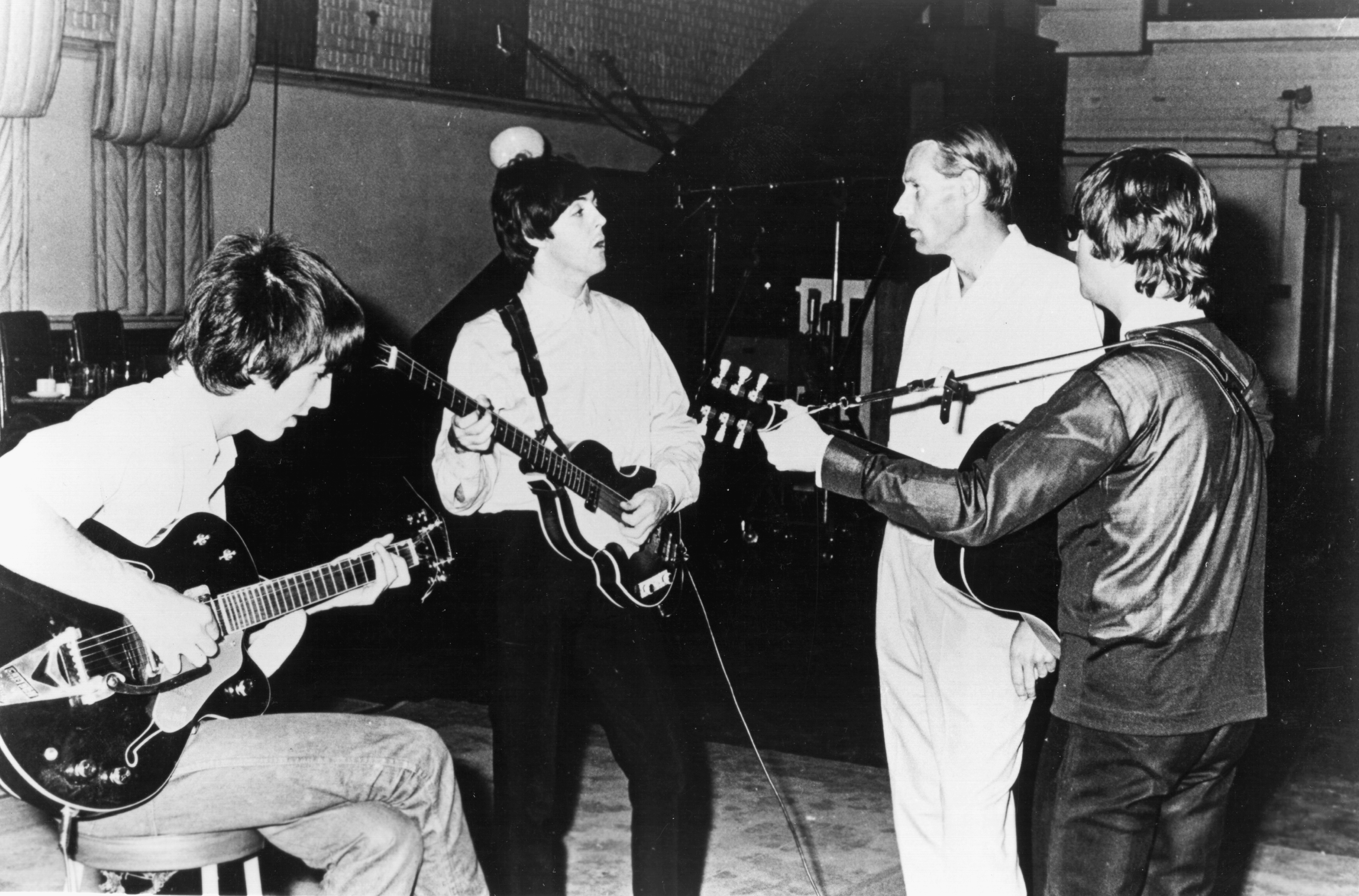
L'orchestration de cordes caractéristique de la chanson a été composée par le producteur des Beatles George Martin (troisième à droite).

Lorsque Paul McCartney présente sa chanson au producteur George Martin, à la guitare acoustique, ils conviennent que son morceau doit être accompagné d'un double quatuor à cordes (quatre violons, deux altos et deux violoncelles). Selon Geoff Emerick, ingénieur du son chez EMI, McCartney n'adhère pas tout de suite à cette idée, craignant un aspect trop sirupeux, mais Martin finit par le convaincre que c'est la solution la plus adaptée. McCartney demande simplement que les cordes soient « percussives ». Le processus créatif débouche sur un fait quasiment unique dans la carrière des Beatles : aucun d'entre eux ne joue d'un quelconque instrument sur Eleanor Rigby. Une situation similaire se produit dès 1965 avec Yesterday, lui aussi dominé par un quatuor à cordes. Toutefois, Paul McCartney jouait de la guitare acoustique sur ce titre (sans les autres Beatles).
Pour écrire un des arrangements dont il reste le plus fier, George Martin s'inspire du compositeur de musique pour films Bernard Herrmann (connu pour avoir été le compositeur attitré des films d'Alfred Hitchcock), « en particulier [de] la partition qu'il avait produite pour l'œuvre de François Truffaut, Fahrenheit 451. Elle m'avait particulièrement impressionné, notamment ces cordes stridentes. Quand j'ai écrit cet arrangement pour assurer le rythme de la chanson de Paul, c'est vraiment Herrmann qui m'a influencé ». Cet arrangement signé par le producteur des Beatles apparaîtra seul sur l'album Anthology 2 publié en 1995.

Comme il l'explique plus tard, Eleanor Rigby et son instrumentation classique représentent alors une sorte d'échappatoire pour Paul McCartney, qui envisage, pour son avenir, de délaisser la musique pop et de se tourner vers des compositions plus sérieuses : 

« C'était le premier indice annonciateur de ce qui m'arrive aujourd'hui (1993) : quand  j'écris une pièce pour piano solo, je compose aussi l’œuvre pour un orchestre classique ou le Liverpool Oratorio. À l'époque, je suis resté dans la pop. Mais je me souviens que je m'imaginais avec les coudières et que je me disais : Oui, ce ne serait pas mal en fait, ce serait même plutôt bien, pour quand j'atteindrai l'âge canonique de trente ans. »

### Enregistrement
La section de cordes est d'abord enregistrée le 28 avril 1966 dans le studio no 2 d’Abbey Road, et la situation est pour le moins inhabituelle, les rôles étant inversés : Paul McCartney et John Lennon sont dans la salle de contrôle devant la table de mixage, tandis que leur producteur-arrangeur, George Martin, est posté en contrebas, dans celle d'enregistrement, en compagnie des musiciens qu'il va diriger pour interpréter sa partition. Le double quatuor est composé de Tony Gilbert, Sidney Sax, Jurgen Hess, John Sharpe au violon ; John Underwood et Stephen Shingles  au violon alto ; et Dereck Simpson et Stephen Lansberry au violoncelle. Paul McCartney a la même exigence que pour Yesterday, enregistrée un an plus tôt, à savoir : « Je ne veux pas de vibrato ! ». Charge, par ailleurs, pour Geoff Emerick, d'obtenir le son « percussif » demandé par l'auteur.
Alors que les cordes sont traditionnellement enregistrées avec un ou deux micros placés en hauteur — afin qu'on ne distingue pas le son de « grattage » des archets —, le jeune Emerick a une autre idée. Il décide de sonoriser chacun des huit instruments en plaçant les micros tout près des cordes. « Ils étaient horrifiés ! On n'avait jamais fait ça ! ». L'un d'eux m'a lâché : « C'est impossible, tu sais ? ». À l'évidence, les musiciens classiques craignent pour leur confort de jeu et pour ce que sera, du fait de cette innovation, le rendu de leur prestation.
Après une prise, Emerick rapproche encore les micros, à quelques centimètres. Le comique de la situation réside dans le fait que les interprètes reculent discrètement leur chaise entre chaque prise, jusqu'à ce que George Martin, s'apercevant de leur petit manège, leur demande fermement de ne plus bouger. « De toute façon, nous ne nous sommes pas vraiment souciés de ce qu'ils en pensaient et, qu'ils soient mécontents ou non, nous avons finalement trouvé le son qui correspondait à la vision de Paul… et à la mienne », raconte Emerick. Les violons et violoncelles sont enregistrés sur les quatre pistes disponibles (deux par piste), puis on procède au reduction mixdown pour libérer de la place, afin que McCartney puisse poser sa voix sur la prise 15.
Le 29 avril, Paul McCartney enregistre sa partie de chant doublée, tandis que John Lennon et George Harrison se chargent des chœurs (« ah look at all the lonely people… »). La chanson est ainsi terminée en deux jours. Reste encore un overdub de voix, réalisé par McCartney le 6 juin, quatre ans jour pour jour après la première audition du groupe chez EMI.

### Parution
Eleanor Rigby est la deuxième chanson de l’album Revolver, paru le 5 août 1966 au Royaume-Uni. Elle est éditée le même jour sous la forme d’un single « double face A », avec Yellow Submarine. Ce single sort aux États-Unis le 8 août. Il devient le onzième single no 1 consécutif des Beatles au hit-parade britannique, le 18 août, pour quatre semaines. Par contre, la chanson ne dépassera pas la onzième place dans les charts américains.

## Analyse

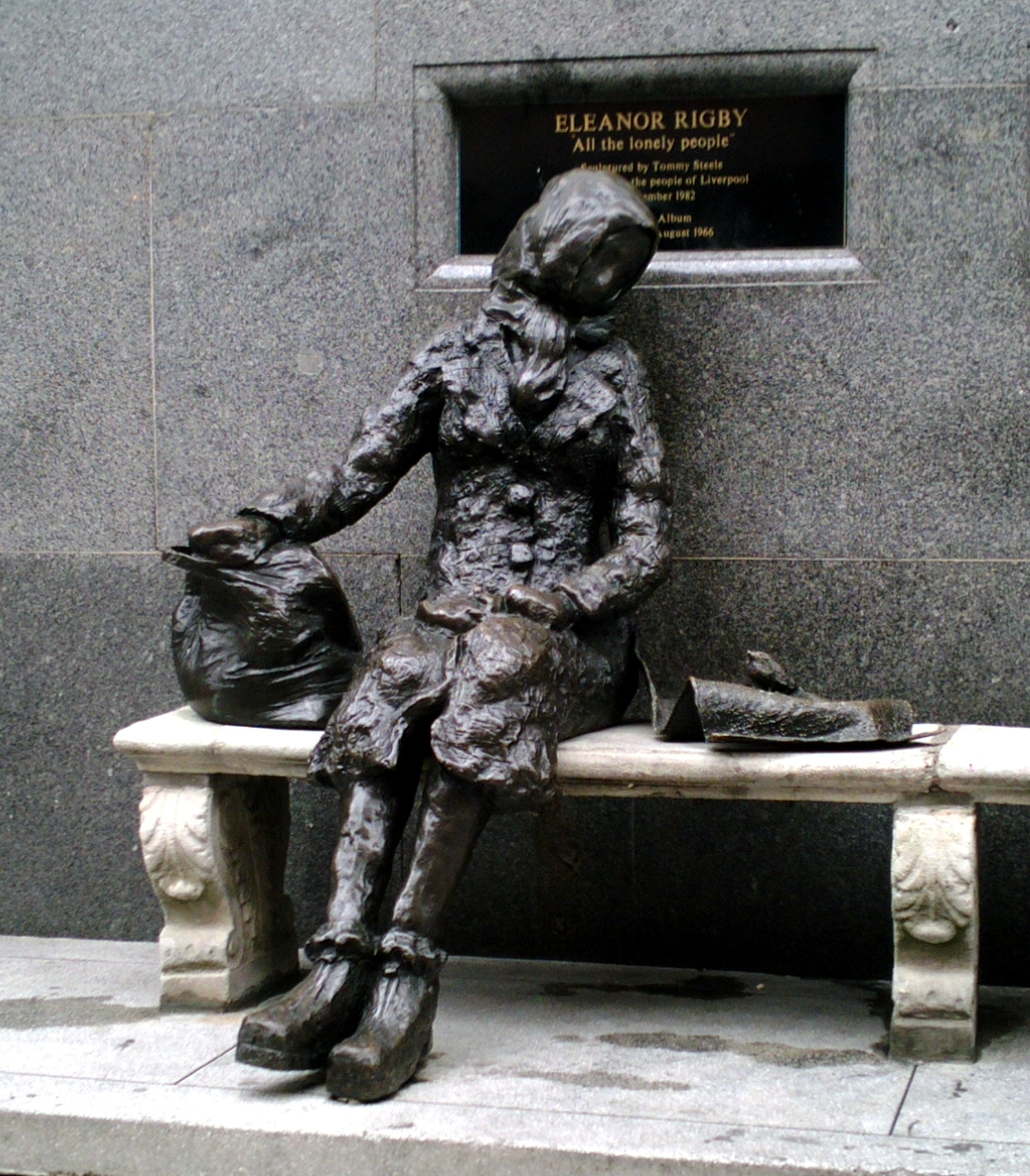
Représentation d'Eleanor Rigby, à Liverpool, sculptée par Tommy Steele.

Le texte de la chanson évoque un pessimisme et une morbidité atypiques de Paul McCartney, habitué à écrire des chansons optimistes. Il y évoque la solitude et la tristesse, dépeignant des scènes moroses et sinistres autour d'Eleanor Rigby. Durant le processus d'écriture, un autre personnage a fait son apparition dans l'histoire, le Père McCartney (Father McCartney), un prêtre. Son nom est choisi parce qu'il s'adapte bien à la musique, et John Lennon trouve l'idée bonne. Toutefois, pour éviter toute confusion avec le vrai père de Paul McCartney, Pete Shotton suggère d'utiliser un autre nom. Le Père McCartney est ainsi rebaptisé Père McKenzie, autre patronyme écossais dont la consonance est la plus voisine possible de McCartney [que les anglophones prononcent « cartnie » et non « cartnê »], même si Lennon aurait préféré conserver le premier.
Après une double invite à « regarder tous ces gens solitaires », la chanson commence par un couplet présentant Eleanor Rigby, une vieille dame qui ramasse le riz dans l’église après les mariages. Elle « vit dans un rêve, et attend à la fenêtre », mais personne ne vient. Le refrain s'interroge sur la provenance des personnes seules. Puis le Père McKenzie est présenté au second couplet. Il « écrit des sermons que personne n’entendra », raccommode ses chaussettes la nuit, quand il est seul, ça lui est finalement égal. Paul McCartney explique que ce vers fut débattu quant au nom du personnage : « Les gens auraient pensé qu'il s'agissait de mon père en train de repriser ses chaussettes, alors que mon père est un type heureux. » La partie sur les chaussettes fut proposée par Ringo Starr.
Le dernier couplet réunit les deux personnages, autre suggestion de Pete Shotton. Si John Lennon a repoussé cette idée, Paul McCartney l'a choisie dans la version finale de la chanson. Ce couplet annonce la mort d'Eleanor Rigby, enterrée par le Père McKenzie. Alors qu’il époussette ses mains et s’en va, McCartney a une ultime note pessimiste : « no one was saved » (« personne n’a été sauvé »).
En 1972, Lennon a revendiqué la paternité du texte, déclarant en interview avoir été à l'origine de 70 % des paroles. Pete Shotton, un de ses plus proches amis, contredit cette affirmation, se souvenant que « Eleanor Rigby était un classique « Lennon/McCartney » dans lequel la contribution de Lennon était quasi nulle ». On peut attribuer cette « erreur » de Lennon au fait qu'à l'époque de sa déclaration (au début des années 1970), sa brouille avec Paul McCartney atteignait des sommets. Ainsi déclare-t-il simplement en 1980, à propos de la chanson : « C'est le bébé de Paul. Moi, j'ai contribué à l'éducation de l'enfant. »
Paul McCartney écrit cette chanson avec seulement deux accords : mi mineur et do majeur. En dehors des paroles, l'intérêt se trouve dans la mélodie et l'arrangement de cordes de George Martin. Tonalité de mi mineur sur un tempo assez vif (128 à la noire), en 4 temps ; dès l'introduction (2 fois 4 mesures), le principe est là : les chœurs syncopés sont accompagnés par les cordes qui marquent le temps, puis la mélodie du couplet (2 fois 5 mesures) fait entendre successivement la sixte majeure et la sixte mineure de la tonalité. Enfin, sur le refrain (8 mesures), les violons alto descendent chromatiquement (en rondes), de la septième mineure à la quinte sur l'accord de tonique. Un aspect inhabituel, pour une chanson pop, se trouve à la fin, où l'introduction est chantée en superposition avec le dernier refrain. La petite équipe qui travaille à Abbey Road est déjà très loin de Love Me Do, enregistrée quatre ans plus tôt.

## Postérité
Eleanor Rigby a reçu le Grammy Hall of Fame Award en 2002.
La chanson a été classée 61e meilleure chanson britannique de tous les temps par XFM en 2010.

### Reprises
Eleanor Rigby a été reprise par de nombreux artistes. Une version célèbre est celle d'Aretha Franklin, sortie en 1969, alors no 5 des charts rhythm and blues et no 17 des charts pop aux États-Unis.
La chanson a aussi été interprétée entre autres par :
- Arnie Lawrence sur l'album You're Gonna Hear from Me (1966)[16] ;
- The Standells sur l'album The Hot Ones (1966) ;
- Joan Baez sur Joan (1967) ;
- Wes Montgomery sur A Day in the Life (1967) ;
- Richie Havens sur Mixed Bab (1967) ;
- Vanilla Fudge sur Vanilla Fudge (1967) ;
- Ray Charles sur A Portrait of Ray (1968) et Anthology (1988) ;
- Bobbie Gentry sur Local Gentry (1968) ;
- Booker T. & the M.G.'s sur Soul Limbo (1968) ;
- The Crusaders sur Lighthouse 68 (1968) ;
- Paul Anka sur Life Goes On (1969) ;
- Jackie Wilson sur Do Your Thing (1969) ;
- The Four Tops sur The Four Tops Now (1969) ;
- Tony Bennett sur Tony Sings the Great Hits of Today (1969) ;
- Lonnie Smith sur Turning Point (1969) ;
- Gershon Kingsley sur First Moog Quartet (1970)
- Count Basie sur Basie on the Beatles (1970) ;
- Rare Earth sur Ecology (1970) ;
- Kim Weston sur Big Brass Four Poster (1970) ;
- The Ventures sur 10th Anniversary Album (1970) ;
- The Ides of March sur Vehicule (1970) ;
- Don "Sugarcane" Harris sur Fiddler on the Rock (1971) ;
- Franck Pourcel et son orchestre sur Femmes (1972) ;
- B.B. Seaton & The Gaylads sur Thin Line Between Love and Hate (1973) ;
- Nana Mouskouri sur Nana's Book of Songs (1974) ;
- The Crusaders sur Scratch (1974) ;
- Caetano Veloso sur Qualquer Coisa (1975) ;
- Sarah Vaughan sur Songs of the Beatles (1981) ;
- Stanley Jordan sur Magic Touch (1985) ;
- Adriano Celentano sur I miei americani 2 (Ma come fa la gente sola, 1986) ;
- De Dannan sur A Jacket of Batteries (1988) ;
- Nguyên Lê sur Songs of Freedom (2011) ;
- Allen Toussaint sur Beatles Songbook (1989) ;
- Junior Reid sur One Blood (1990) ;
- Stéphane Grappelli, Elena Duran et Laurie Holloway sur Bach to the Beatles (1991) ;
- Shirley Bassey sur Sings the Movies (1995) ;
- Chick Corea sur (I Got no Kick Against) Modern Jazz - A GRP Artists' Celebration of the Songs of the Beatles (1995) ;
- Big Country sur Eclectic (1996) ;
- John Pizzarelli sur Meets the Beatles (1998) ;
- Joe Jackson sur Summer in the City - Live in New York (2000) ;
- Tété sur L'Air de rien (2001) ;
- Godhead sur 2000 Years of human Error (2001)
- Pain sur Nothing Remains The Same (2002) ;
- Phil Abraham sur Jazz Me Do (2003) ;
- Petra Magoni avec Ferrucio Spinetti sur Musica Nuda (2004) ;
- Pearl Jam en concert (2005) ;
- Eddie Ojeda avec Dee Snider (respectivement anciens chanteur et guitariste du groupe de hard rock Twisted Sister), sur l'album solo d'Ojeda, Axes 2 Axes (2005) ;
- Thrice sur If We Could Only See Us Now (2005) ;
- Wayne Johnson sur la compilation Here, There & Everywhere (1999) ;
- Aimee Mann ;
- Panic! At The Disco ;
- Krystle Warren ;
- Kansas sur l'album Always Never the Same ;
- P. P. Arnold sur l'album The First Cut (2001) ;
- Donnie McCormick et Bill Sheffield sur l'album Tuesday Night Madness @ The Northside Tavern (2002) ;
- Alice Cooper sur l'album hommage The Art of McCartney (en) (2014) ;
- Our Last Night (2016) ;
- Tangerine Dream sur l'album Dream Encores ;
- Himesh Patel dans le film Yesterday (2019) de Danny Boyle[17] ;
- Cody Fry sur l'album Symphony Sessions (2022).

### Traductions
Stephan Eicher l'a adaptée en romanche sous le titre Elena Ratti.
Une version française a été interprétée par Erick Saint-Laurent en octobre 1966, lui valant un certain succès.

### Réutilisations du titre
En 2004, Douglas Coupland publie un roman intitulé Eleanor Rigby.
En 2013 sort le film La Disparition d'Eleanor Rigby de Ned Benson (en).

## Fiche technique

### Interprètes
- Paul McCartney :  chant
- John Lennon :  chœurs
- George Harrison : chœurs
- Tony Gilbert : violon
- Jurgen Hess : violon
- Sidney Sax : violon
- John Sharpe : violon
- Stephen Shingles : violon alto
- John Underwood : violon alto
- Stephen Lansberry : violoncelle
- Dereck Simpson : violoncelle

### Équipe de production
- George Martin : producteur
- Geoff Emerick : ingénieur du son
- Phil McDonald : ingénieur du son